# فلوریترومایسین
فلوریترومایسین(به انگلیسی: Flurithromycin) یک آنتی بیوتیک ماکرولیدی و یک مشتق فلوریده شده از اریترومایسین A است. 